# Parafia Podwyższenia Krzyża Świętego w Wilejce
Parafia Podwyższenia Krzyża Świętego w Wilejce – rzymskokatolicka parafia znajdująca się w archidiecezji mińsko-mohylewskiej, w dekanacie wilejskim, na Białorusi.
Księża z Wilejki obsługują również parafie Najświętszego Serca Pana Jezusa w Ilii, Najświętszej Maryi Panny Matki Kościoła w Kurzeńcu oraz Narodzenia Najświętszej Maryi Panny w Wiazyniu.

## Historia
Od XVI w. Wilejka była siedzibą starostwa powiatu oszmiańskiego. W dworze starościńskim znajdowała się drewniana kaplica rzymskokatolicka, która spłonęła w 1810 r. W 1744 r. Wilejka leżała w granicach parafii Niepokalanego Poczęcia NMP w Kurzeńcu. W 1840 r. powstał projekt kościoła, jednak rosyjskie władze nie pozwoliły na jego realizację z powodu aktywnego udziału mieszkańców miasta w powstaniu listopadowym.
W 1862 ks. Seweryn Mikutowicz rozpoczął budowę kościoła Podwyższenia Krzyża Świętego. Po stłumieniu powstania styczniowego budynek został zabrany na rzecz Cerkwi prawosławnej. W 1874 roku został przebudowany w stylu moskiewskim i poświęcony jako cerkiew św. Jerzego. Mimo iż parafia była siedzibą dekanatu wilejskiego, przez długi czas wierni byli zmuszeni korzystać z małej kaplicy.
Od 1897 r. wierni zaczęli starania o budowę świątyni i wydzielenie z parafii w Kościeniewiczach. Po wydaniu w 1905 r. przez cara Mikołaja II manifestu o tolerancji religijnej, 23 listopada 1906 r. otrzymano zgodę na budowę kościoła. Tego samego roku przywrócono parafię Podwyższenia Krzyża Świętego.
Obecny kościół parafialny zbudowany został w latach 1906 – 1913 i w 1931 konsekrowany przez arcybiskupa wileńskiego Romualda Jałbrzykowskiego.  Przed II wojną światową parafia leżała w archidiecezji wileńskiej, dekanacie wilejskim. W 1938 służyło w niej dwóch kapłanów. Na terenie parafii, w Horodyszczu budowano kaplicę.
Po wojnie Wilejka znalazła się w granicach ZSRS. Komuniści znacjonalizowali kościół. Został on zwrócony wiernym w 1990.
W sierpniu 2003 r. w parafii rozpoczęły pracę Siostry od Aniołów, a we wrześniu tego samego roku założono chór dzieci i młodzieży "Angeli". 14 sierpnia 2004 r. poświęcono kaplicę Najświętszego Serca Jezusa Chrystusa, wzniesioną w pobliżu kościoła. 30 czerwca 2004 r. wyruszyła pierwsza pielgrzymka parafialna do Sanktuarium w Budsławiu. W latach 2007–2009 wybudowano dom parafialny, poświęcony przez arcybiskupa mińsko-mohylewskiego Tadeusza Kondrusiewicza.

## Obecnie
W parafii funkcjonuje liturgiczna służba ołtarza, chóry: dziecięcy, młodzieżowy i dorosłych, Żywy Różaniec oraz Legion Maryi.

## Proboszczowie
| imię i nazwisko                | daty urzędowania |
| ------------------------------ | ---------------- |
| ks. Seweryn Mikutowicz         |                  |
| ks. Jan Janukiewicz            |                  |
| ks. Adolf Śnieżko-Błocki       | 1919 –           |
| ks. Edmund Dowgiłowicz-Nowicki | 1990 – 2003      |
| ks. Aleksander Baryło          | 2003 –           |

## Galeria

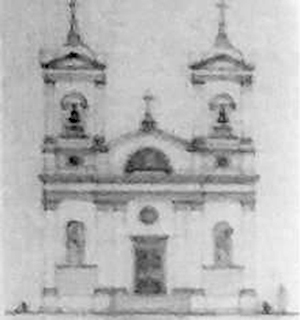
Stary kościół, 1861 r.
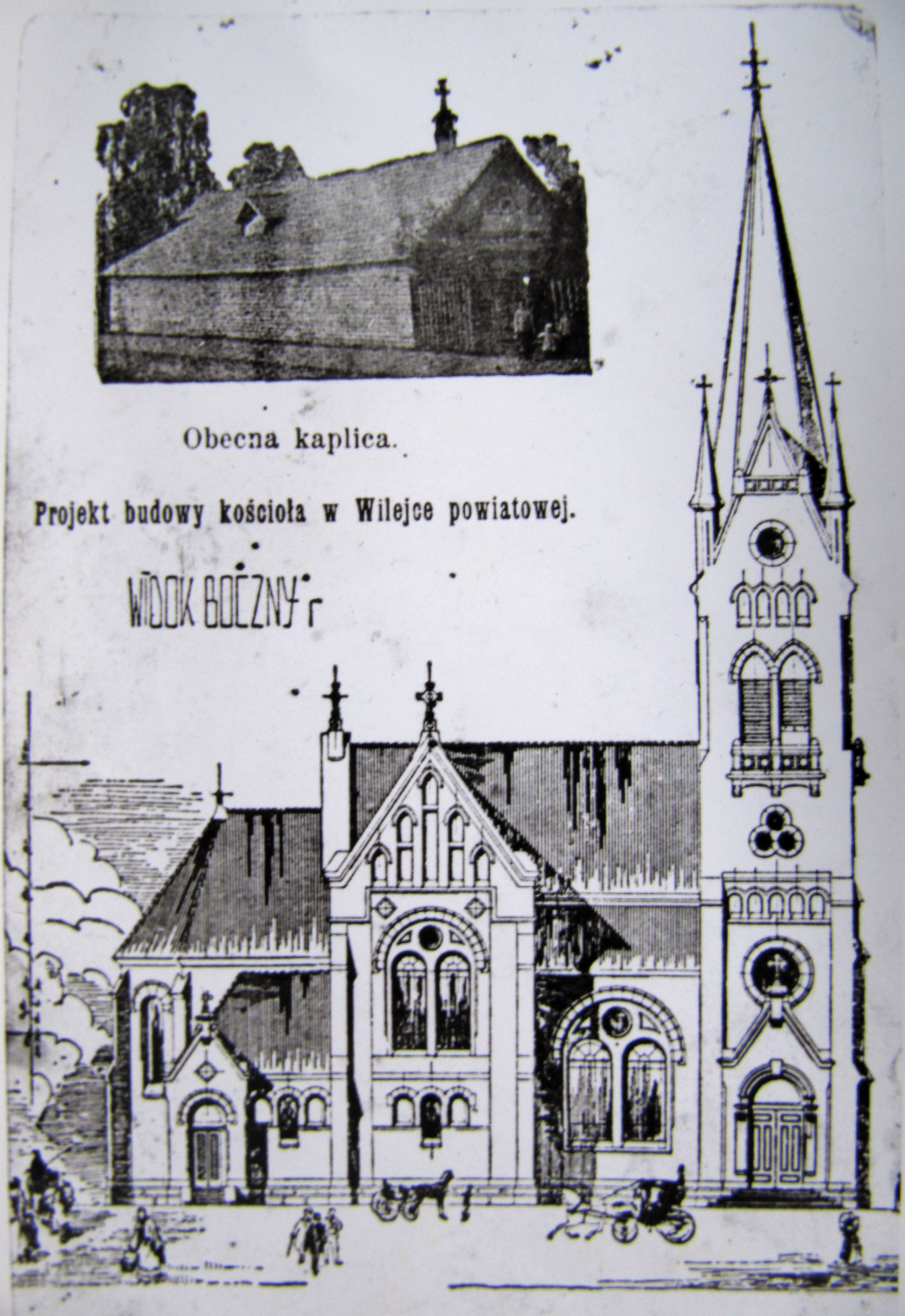
Kaplica i projekt nowego kościoła, 1905 r.
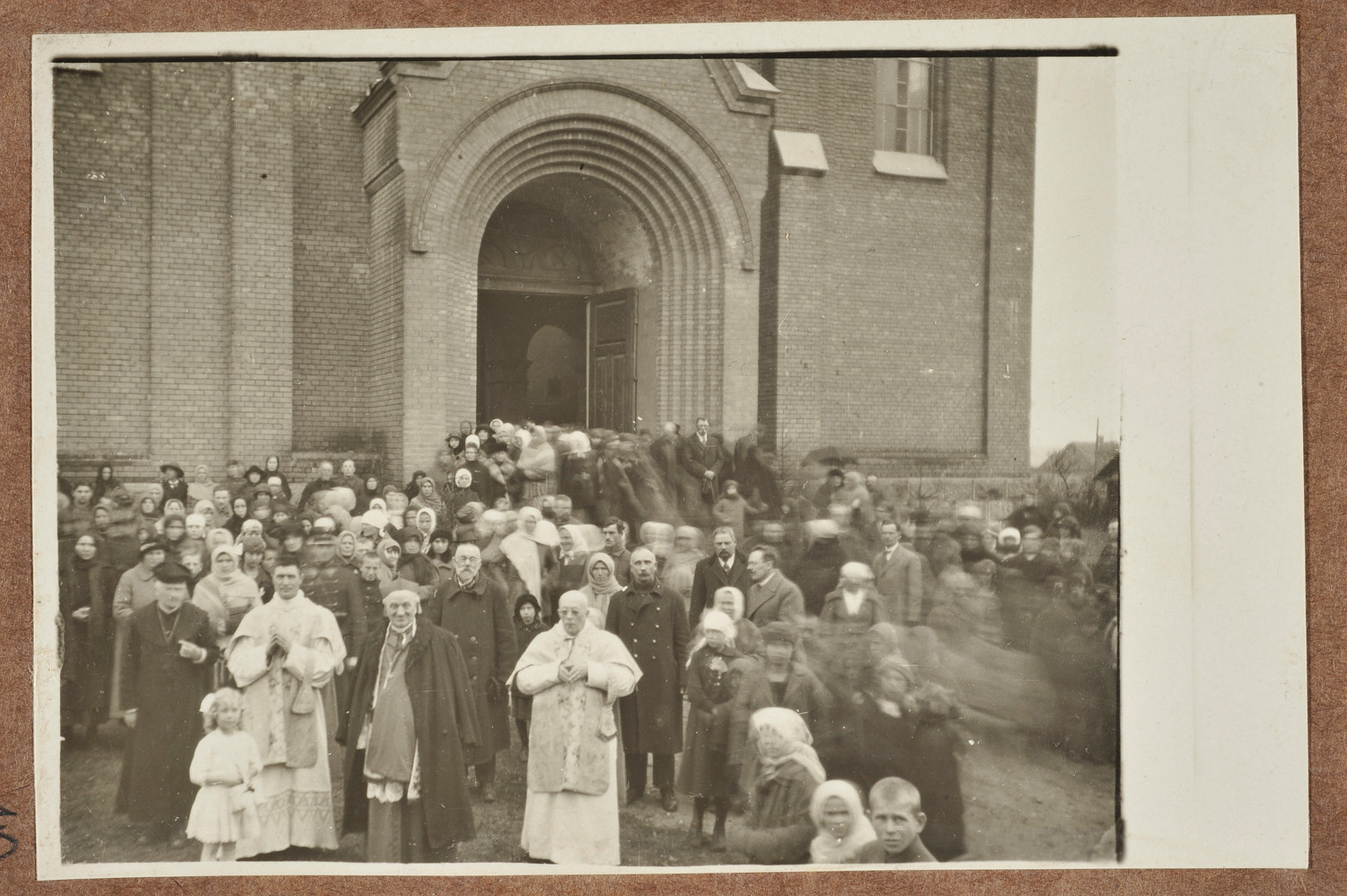
Uroczystość w Wilejce, wśród uczestników widoczny biskup Władysław Bandurski, 1924 r.